# بخش مرکزی شهرستان بشاگرد
بخش مرکزی، یکی از بخش‌های شهرستان بشاگرد در استان هرمزگان ایران است. مرکز این بخش، شهر سردشت است.

## تقسیمات کشوری
- بخش مرکزی شهرستان بشاگرد
  - دهستان جکدان
  - دهستان سردشت

شهر: سردشت

## جمعیت
بر پایه سرشماری عمومی نفوس و مسکن در سال ۱۳۹۵، جمعیت بخش مرکزی شهرستان بشاگرد برابر با ۱۳،۶۷۶ نفر بوده‌است.